# Viladomat (Vilada)
Viladomat és una masia que està ubicada al terme municipal de Vilada, al Berguedà que està inventariada al mapa de patrimoni de la Generalitat de Catalunya amb el número d'inventari IPAC-3726. Originalment tenia un ús agropecuari, però en l'actualitat és una segona residència. El seu estat de conservació és mitjà.

## Situació geogràfica
Viladomat està situat al camí que va des del nucli de Vilada cap al Castell de Roset.

## Descripció i característiques
Viladomat és una masia de planta rectangular que està coberta a dues vessants i que té el carener paral·lel a la façana que està orientada a ponent. Els seus murs estan fets amb maçoneria irregular i les obertures són petites finestres quadrades amb llindes de fusta. Al pis superior, sota la teulada s'hi obre una balconada molt baixa que deixa veure les encavalles de fusta de la coberta.

## Història
Viladomat formava part de la jurisdicció civil i criminal dels Barons de la Portella i és esmentada al fogatge de 1553.